# James Heckman
James Heckman (Chicago, 19 aprile 1944) è un economista e statistico statunitense.
Nel 2000 ha vinto, insieme a Daniel McFadden, il premio Nobel per l'economia, per i suoi contributi allo "sviluppo della teoria e dei metodi per l'analisi di campioni selettivi".

## Biografia
Heckman ha cominciato i suoi studi al Colorado College, per poi ricevere il dottorato di ricerca dall'Università di Princeton nel 1971; ebbe quindi l'incarico di Assistente presso la Università di Columbia prima di andare all'Università di Chicago, ove tuttora insegna. Heckman è famoso soprattutto per aver introdotto il concetto di "distorsione da selezione" nell'econometria moderna. Ha anche partecipato al Copenhagen Consensus.